# 모리모토 다이키
모리모토 다이키(일본어: 森本 大貴, 1995년 9월 15일~)는 일본의 축구 선수이다.

## 구단 경력
그는 2018년 J2리그의 마쓰모토 야마가 FC에 입단했다. 2018년 6월 J3리그의 SC 사가미하라로 이적했다. 2020년 일본 풋볼 리그의 FC 마루야스 오카자키로 이적했다. 2021년 J3리그의 후지에다 MYFC로 이적했다.